# Dominik Meichtry
Dominik Meichtry (Sankt Gallen, 18 november 1984) is een Zwitserse voormalige zwemmer. Hij vertegenwoordigde zijn vaderland op de Olympische Zomerspelen 2004 in Athene, op de Olympische Zomerspelen 2008 in Peking en op de Olympische Zomerspelen 2012 in Londen.

## Carrière
Bij zijn internationale debuut, op de Europese kampioenschappen zwemmen 2002 in Berlijn, strandde Meichtry in de series van de 200 meter vrije slag. 
Op de Wereldkampioenschappen zwemmen 2003 in Barcelona werd de Zwitser uitgeschakeld in de halve finales van de 200 meter vrije slag, met zijn landgenoten strandde hij in de series van alle estafettes. 
Tijdens de Olympische Zomerspelen van 2004 in Athene werd Meichtry uitgeschakeld in de halve finales van de 200 meter vrije slag. In de Oostenrijkse hoofdstad Wenen nam de Zwitser deel aan de Europese kampioenschappen kortebaanzwemmen 2004, op dit toernooi eindigde hij als zevende op de 200 meter vrije slag en strandde hij in de series van de 400 meter vrije slag.

### 2005-2008
Tijdens de Wereldkampioenschappen zwemmen 2005 in Montreal werd Meichtry uitgeschakeld in de halve finales van de 200 meter vrije slag. 
Op de Europese kampioenschappen zwemmen 2006 in Boedapest strandde de Zwitser in de halve finales van zowel de 100 als de 200 meter vrije slag, samen met Alessandro Gaffuri, Karel Novy en Flori Lang werd hij uitgeschakeld in de series van de 4x100 meter vrije slag. 
In Melbourne nam Meichtry deel aan de Wereldkampioenschappen zwemmen 2007, op dit toernooi strandde hij in de halve finales van de 100 en de 200 meter vrije slag. Op de 4x100 meter vrije slag werd hij samen met Alessandro Gaffuri, Karel Novy en Flori Lang uitgeschakeld in de series, samen met Flori Lang, Dimitri Wäber en Damien Courtois werd hij gediskwalificeerd in de series van de 4x100 meter wisselslag. 
Tijdens de Olympische Zomerspelen van 2008 in Peking eindigde de Zwitser als zesde op de 200 meter vrije slag, op de 100 meter vrije slag strandde hij in de halve finales en op de 400 meter vrije slag in de series. Samen met Karel Novy, Flori Lang en Adrien Perez werd hij uitgeschakeld in de series van de 4x100 meter vrije slag. Op de Europese kampioenschappen kortebaanzwemmen 2008 in Rijeka sleepte Meichtry de zilveren medaille in de wacht op de 200 meter vrije slag, op de 100 meter vrije slag strandde hij in de halve finales en op de 50 meter vrije slag in de series. Samen met Flori Lang, Aurelien Künzi en Daniel Rast eindigde hij als zevende op de 4x50 meter vrije slag, op de 4x50 meter wisselslag werd hij samen met Flori Lang, Damien Courtois en Daniel Rast uitgeschakeld in de series.

### 2009-2014
In Rome nam de Zwitser deel aan de wereldkampioenschappen zwemmen 2009, op dit toernooi strandde hij in de halve finales van de 200 meter vrije slag en in de series van de 100 meter vrije slag. Samen met Flori Lang, Gregory Widmer en Aurelien Künzi werd hij uitgeschakeld in de series van de 4x100 meter vrije slag, op de 4x200 meter vrije slag strandde hij samen met David Karasek, Duncan Furrer en Simon Rabold in de series.
Tijdens de Europese kampioenschappen zwemmen 2010 in Boedapest eindigde Meichtry als zevende op de 200 meter vrije slag, daarnaast werd hij uitgeschakeld in de series van zowel de 400 meter vrije slag als de 100 meter vlinderslag. Op de wereldkampioenschappen kortebaanzwemmen 2010 in Dubai strandde de Zwitser op al zijn afstanden in de series.
In Shanghai nam Meichtry deel aan de wereldkampioenschappen zwemmen 2011. Op dit toernooi eindigde hij als zevende op de 200 meter vrije slag, op zowel de 400 meter vrije slag als de 100 meter vlinderslag strandde hij in de series. Tijdens de Europese kampioenschappen kortebaanzwemmen 2011 in Szczecin eindigde de Zwitser als vijfde op de 400 meter vrije slag en als tiende op de 200 meter vrije slag, op de 100 meter vrije slag werd hij uitgeschakeld in de series. Samen met Flori Lang, Erik Van Dooren en Duncan Jacot-Descombes eindigde hij als zesde op de 4x50 meter vrije slag, op de 4x50 meter wisselslag eindigde hij samen Flori Lang, Martin Schweizer en Erik Van Dooren op de achtste plaats.
Op de Europese kampioenschappen zwemmen 2012 in Debrecen eindigde Meichtry als vijfde op de 200 meter vrije slag, op de 400 meter vrije slag strandde hij in de series. Samen met Flori Lang, Daniel Rast en Aurelien Kuenzi eindigde hij als achtste op de 4x100 meter vrije slag, op de 4x200 meter vrije slag eindigde hij samen met David Karasek, Alexandre Liess en Jean-Baptiste Febo op de achtste plaats. In Londen nam de Zwitser deel aan de Olympische Zomerspelen van 2012. Op dit toernooi werd hij uitgeschakeld in de halve finales van de 200 meter vrije slag en in de series van zowel de 100 als de 400 meter vrije slag en de 100 meter vlinderslag. Tijdens de Europese kampioenschappen kortebaanzwemmen 2012 in Chartres eindigde Meichtry als zesde op de 200 meter vrije slag, op de 400 meter vrije slag strandde hij in de series. Op de wereldkampioenschappen kortebaanzwemmen 2012 in Istanboel eindigde de Zwitser als 27e op de 1500 meter vrije slag, daarnaast werd hij uitgeschakeld in de series van zowel de 200 als de 400 meter vrije slag.
Op 10 november 2014 kondigde Meichtry op Twitter zijn afscheid als zwemmer aan.

## Internationale toernooien
| Jaar | Olympische Spelen                                                                | WK langebaan                                                                          | WK kortebaan                                                 | EK langebaan                                                                     | EK kortebaan                                                                                            |
| ---- | -------------------------------------------------------------------------------- | ------------------------------------------------------------------------------------- | ------------------------------------------------------------ | -------------------------------------------------------------------------------- | --- |
| 2002 |                                                                                  |                                                                                       | geen deelname                                                | 24e 200m vrije slag                                                              | geen deelname                                                                                           |
| 2003 |                                                                                  | 14e 200m vrije slag 17e 4x100m vrije slag 13e 4x200m vrije slag 18e 4x100m wisselslag |                                                              |                                                                                  | geen deelname                                                                                           |
| 2004 | 14e 200m vrije slag                                                              |                                                                                       | geen deelname                                                | geen deelname                                                                    | 7e 200m vrije slag 14e 400m vrije slag                                                                  |
| 2005 |                                                                                  | 15e 200m vrije slag                                                                   |                                                              |                                                                                  | geen deelname                                                                                           |
| 2006 |                                                                                  |                                                                                       | geen deelname                                                | 16e 100m vrije slag 11e 200m vrije slag 10e 4x100m vrije slag                    | geen deelname                                                                                           |
| 2007 |                                                                                  | 13e 100m vrije slag 11e 200m vrije slag 11e 4x100m vrije slag DQ 4x100m wisselslag    |                                                              |                                                                                  | geen deelname                                                                                           |
| 2008 | 16e 100m vrije slag 6e 200m vrije slag 27e 400m vrije slag 13e 4x100m vrije slag |                                                                                       | geen deelname                                                | geen deelname                                                                    | 27e 50m vrije slag · 10e 100m vrije slag · 200m vrije slag · 7e 4x50m vrije slag · 13e 4x50m wisselslag |
| 2009 |                                                                                  | 33e 100m vrije slag 9e 200m vrije slag 12e 4x100m vrije slag 17e 4x200m vrije slag    |                                                              |                                                                                  | geen deelname                                                                                           |
| 2010 |                                                                                  |                                                                                       | 23e 100m vrije slag 9e 200m vrije slag 10e 400m vrije slag   | 7e 200m vrije slag 25e 400m vrije slag 23e 100m vlinderslag                      | geen deelname                                                                                           |
| 2011 |                                                                                  | 7e 200m vrije slag 22e 400m vrije slag 32e 100m vlinderslag                           |                                                              |                                                                                  | 28e 100m vrije slag 10e 200m vrije slag 5e 400m vrije slag 6e 4x50m vrije slag 8e 4x50m wisselslag      |
| 2012 | 29e 100m vrije slag 15e 200m vrije slag 19e 400m vrije slag 33e 100m vlinderslag |                                                                                       | 11e 200m vrije slag 17e 400m vrije slag 27e 1500m vrije slag | 5e 200m vrije slag 10e 400m vrije slag 8e 4x100m vrije slag 8e 4x200m vrije slag | 6e 200m vrije slag 12e 400m vrije slag                                                                  |
| 2013 |                                                                                  | 32e 100m vlinderslag 33e 400m vrije slag 35e 200m vrije slag                          |                                                              |                                                                                  | geen deelname                                                                                           |
| 2014 |                                                                                  |                                                                                       | geen deelname                                                | geen deelname                                                                    | geen deelname                                                                                           |

## Persoonlijke records
Kortebaan
| Afstand         | Tijd    | Datum            | Plaats    |
| --------------- | ------- | ---------------- | --------- |
| 100m vrije slag | 47,68   | 12 december 2008 | Rijeka    |
| 200m vrije slag | 1.42,83 | 22 november 2009 | Singapore |
| 400m vrije slag | 3.39,86 | 14 november 2009 | Berlijn   |

Langebaan
| Afstand         | Tijd    | Datum            | Plaats    |
| --------------- | ------- | ---------------- | --------- |
| 100m vrije slag | 48,55   | 12 augustus 2008 | Peking    |
| 200m vrije slag | 1.45,80 | 10 augustus 2008 | Peking    |
| 400m vrije slag | 3.49,11 | 7 april 2011     | Eindhoven |